# Marjan Čufer
Marjan Čufer, slovenski politik, pesnik in publicist, * 21. avgust 1954, Spodnje Danje
Diplomiral je na Fakulteti za organizacijske vede v Kranju.
Leta 2006 je bil kot član stranke SDS izvoljen v občinski svet občine Jesenice. V tem mandatu je bil član odbora za šolstvo, kulturo in šport. Od leta 2008 je zastopal jeseniško občino v upravnem odboru Visoke šole za zdravstveno nego Jesenice. Kot občinski svetnik je predlagal preimenovanje jeseniške Ceste maršala Tita.
Kandidiral je za mesto generalnega direktorja Kliničnega centra (2005) in za položaj ravnatelja Osnovne šole Franca Rozmana Staneta v Ljubljani (2013).

## Nagrade in priznanja
- 2011: Plaketa občine Jesenice[10]

### Poezija
- Oranžna plazma v terakotah let. [Jesenice] : samozal., 1985 (COBISS)
- Utrinki slučajne zavesti. [Jesenice] : samozal., 1985 (COBISS)
- Barviti dež. [Jesenice] : samozal., 2001 (COBISS)
- Oblačna cesta. Jesenice : samozal., 2001 (COBISS)
- Posušene pesmi. [Jesenice] : samozal., 2001 (COBISS)

### Priročniki
- Dileme v izobraževanju. Ljubljana : samozal., 2003 (COBISS)
- Elektronsko poslovanje med podjetji. [Ljubljana] : samozal., 2003 (COBISS)
- Fizikalni dejavniki barv. Ljubljana : samozal., 2003 (COBISS)
- Pregled 50 slovenskih spletnih strani. Ljubljana : samozal., 2003 (COBISS)
- Spletno trženje. Ljubljana : samozal., 2003. (COBISS)
- Posebnosti vodenja v šoli. Jesenice : samozal., 2005 (COBISS)

### Romani
- Velika noč v norišnici. Jesenice : samozal., 2004 (COBISS)